# N'Douffoukankro
 N'Douffoukankro  è una città e sottoprefettura della Costa d'Avorio appartenente al dipartimento di Bouaflé. Conta una popolazione di 29 097 abitanti (censimento 2014).